# Spółdzielczość wojskowa
Spółdzielczość wojskowa – forma spółdzielczości mająca na celu zapewnienie wyposażenia (lub kapitału na nie) poprzez prowadzenie warsztatów przez jednostki wojskowe. Spółdzielnie takie mają na celu dostarczanie żołnierzom wszelkiego rodzaju produktów; w czasie pokoju także mają bronić żołnierzy przed wyzyskiem.
Niektóre spółdzielnie wojskowe są instytucjami zamkniętymi otwartymi tylko dla wojskowych, inne bywają otwarte dla wszystkich, w tym osób cywilnych.

## Historia
Spółdzielczość wojskowa datuje się od roku 1819. W tym czasie w wojsku holenderskim zaczęły powstawać spółdzielnie oficerskie, tzw. „Kapitały dla ekwipunku”, których celem było stworzenie warsztatów produkujących umundurowanie dla oddziałów. Sukces tych spółdzielni spowodował ich rozprzestrzenienie się na inne wojska. Rozkwit spółdzielczości wojskowej przypadł na lata 70. i 80. XIX wieku, kiedy w 1871 roku w armii angielskiej powstało stowarzyszenie oficerskie „Army and Navy Co-operative Society Ltd.” (znane także jako „Army and Navy Stores”), stawiające sobie za cel zaopatrywanie swoich członków we wszystkie niezbędne im towary.
W wojsku rosyjskim powstały liczne stowarzyszenia oficerskie i pułkowe sklepy spółdzielcze. W r. 1890 powstało stowarzyszenie oficerów marynarki „Oszczędność”; w r. 1891 stowarzyszenie oficerów gwardii „Gospodarcze Stowarzyszenie Oficerów Gwardii” (od 1910 r. „Gwardyjskie Towarzystwo Gospodarcze”). Krótko przed I wojną światową ruch spółdzielczy w armii rosyjskiej stał się na tyle powszechny, że nie było prawie pułku bez własnego sklepu spółdzielczego i nie było prawie okręgu bez spółdzielczego oficerskiego stowarzyszenia okręgowego. W 1900 r. oficerskie stowarzyszenia w Rosji miały ponad 50 000 członków i obrót 20 milionów rubli.
W wojsku niemieckim w 1884 r. powstało stowarzyszenie pod nazwą „Związek Oficerów Niemieckich” (Deutscher Offizier-Verein), skupiające w swych szeregach już w pierwszym miesiącu 7678 członków, a w 1912 r. ponad 40 000. W tym samym roku powstało oficerskie stowarzyszenie spółdzielcze w wojsku francuskim. W 1886 r. powstaje oficerskie stowarzyszenie spółdzielcze w wojsku portugalskim, które kilka lat później jest obecne we wszystkich garnizonach.
W Austrii do roku 1880 mamy do czynienia tylko z oficerskimi towarzystwami gospodarczymi (Offiziers-Menage-Verwaltung), które właściwie nie były spółdzielniami, i dopiero po r. 1889 powstało w Wiedniu i Budapeszcie oficerskie stowarzyszenie „Mars” oparte na zasadach spółdzielczych.
We Włoszech od 1890 r. istniało prężnie rozwijające się stowarzyszenie spółdzielcze „Unione Militare”, skupiające w pierwszym roku swego istnienia 13 213 członków i po kilku latach mające filie na terenie garnizonów w całym kraju.

## W Polsce
Pierwsze przejawy spółdzielczości miały miejsce podczas I wojny światowej w Legionach, a także w formacjach wschodnich, ale rzeczywisty rozwój nastąpił od roku 1918, kiedy to powstało w Warszawie oficerskie stowarzyszenie pod nazwą „Warszawskie Stowarzyszenie Wojskowo-Ekonomiczne”, w 1920 r. przemianowane na „Wojskowe Stowarzyszenie Spółdzielniane w Warszawie”. W 1919 powstała w Modlinie „Kooperatywa Oficerska Twierdzy Modlin” (początki polskiej spółdzielczości wojskowej w Modlinie datują się już na rok 1918 r.); w 1920 roku stowarzyszenia spółdzielniane w Kielcach, Grudziądzu i Łodzi, w 1921 r. istniały one już w prawie wszelkich okręgach korpusowych. Od 1919 r. powstawały także spółdzielnie żołnierskie.
15 listopada 1920 roku generał Leon Berbecki zatwierdził wzorcowy statut kooperatywy żołnierskiej. Pod koniec 1920 roku gen. Śmigły-Rydz wydał rozkaz podległym oddziałom utworzenie spółdzielni żołnierskich (rozkaz Nr 16 wydany 3 grudnia 1920 r.), co przyczyniło się do znacznego wzrostu tego typu działalności w wojsku polskim. W 1922 MSW wydało rozkaz standaryzujący działalność spółdzielni dla całego Wojska Polskiego.
Według Almanachu oficerskiego na rok 1923/24 „[nie było] już prawie pułku czy równorzędnego oddziału który by nie posiadał własnej spółdzielni”. Na rok 1923 według Almanachu istniało w Polsce 289 spółdzielni wojskowych (z czego ponad 90% to żołnierskie), posiadających 101 297 członków. Spółdzielnie te miały kapitał udziałowy w wysokości 4125 milionów marek polskich, kapitał inny w wysokości 12 833 milionów i przeciętną sprzedaż miesięczna w wysokości 1825 milionów.
Nadzorem nad spółdzielniami zajmowała się Wojskowa Komisja Spółdzielcza.
Spółdzielnie emitowały też własne środki płatnicze w postaci monet.
W 1928 roku w Wojsku Polskim istniało około 300 tego rodzaju instytucji, zrzeszonych w Związku Rewizyjnym Spółdzielni Wojskowych (instytucji istniejącej od 1923 r. na bazie wcześniejszej Centralnej Spółdzielni Wojskowej w Warszawie). W 1936 r. Związek miał 240 członków.
O ile początkowo spółdzielnie wojskowe w Wojsku Polskim miały rozmaity charakter – np. istniały spółdzielnie oszczędnościowo-pożyczkowe, budowlano-mieszkalne, wytwórcze, jadłodajnie – po kilku latach przetrwały (poza kilkoma wyjątkami) tylko spółdzielnie o charakterze spożywczym. Przez długi czas istniała też jedna wojskowa spółdzielnia o charakterze wydawniczym; spółdzielczość wojskowa wydawała biuletyny, istniał też dwutygodnik o charakterze instrukcyjnym „Społem – Wojskowy Przegląd Spółdzielczy”.
Spółdzielnie zwykle cieszyły się dobrą renomą z powodu niskich cen i prospołecznych działań (część zysków była przeznaczana na cele oświatowo-kulturowe itp.).
Po II wojnie światowej spółdzielczość wojskowa istniała też w drugiej połowie lat 40., zorganizowana w Centrali Zaopatrzenia Spółdzielni Wojskowych i działająca w ramach Państwowej Centrali Handlowej (od 1949 r. Wojskowej Centrali Handlowej).